# Turn Up the Radio (Autograph)
Turn Up the Radio è un singolo del gruppo musicale statunitense Autograph, il primo estratto dal loro album di debutto Sign in Please nel 1984.
La canzone ha rappresentato l'unico successo importante del gruppo, raggiungendo la posizione numero 29 della Billboard Hot 100 e la numero 17 della Mainstream Rock Songs negli Stati Uniti.

## Video musicale
Il videoclip del brano ottenne notevole airplay durante i primi anni di programmazione di MTV. Il video è ambientato in un presunto futuro tecnologico e mostra la band che interagisce con alcuni robot, prima di esibirsi in concerto di fronte al proprio pubblico.

## Nella cultura di massa
- La canzone è stata utilizzata durante l'undicesimo episodio della prima stagione della serie televisiva Miami Vice.
- Appare nei titoli di testa del film Un tuffo nel passato incentrato sulla cultura degli anni ottanta.
- La canzone fa parte della colonna sonora del videogioco Grand Theft Auto: Vice City, dove viene trasmessa dalla fittizia stazione radio V-Rock.
- Il brano è inoltre presente come musica di sottofondo durante un livello boss del videogioco di ruolo Alpha Protocol.
- È infine presente nella colonna sonora del videogioco Marvel's Guardians of the Galaxy.

## Classifiche
| Classifica (1985)             | Posizione massima |
| ----------------------------- | ----------------- |
| Stati Uniti                   | 29                |
| Stati Uniti (mainstream rock) | 17                |